# Lotteririksdagen
Lotteririksdagen eller jämviktsriksdagen kallades det parlamentariska förhållande som rådde i Sveriges riksdag från valet 1973 till valet 1976. Socialdemokraterna och Vänsterpartiet Kommunisterna fick 1973 tillsammans 175 mandat, exakt lika många som Moderaterna, Centerpartiet och Folkpartiet fick tillsammans.
Den socialdemokratiska regeringen Palme satt kvar och hävdade att detta var allmän praxis vid liknande tillfällen. Centerledaren Thorbjörn Fälldin ansåg dock att regeringen borde avgå, främst med hänvisning till att den inte fått förnyat förtroende från folket. Fälldin sade även att han trodde på nyval innan året 1973 skrevs till handlingarna, detta blev dock inte fallet.
Läget gjorde att man enligt grundlagen var tvungen att vidta lottning vid de frågor där riksdagen inte kunde enas och i flera omröstningar vidtogs lottdragning. Generellt är dock bilden att partierna undvek att låta lotten avgöra utan hellre kompromissade. Lottningar avgjorde endast en mycket liten del av ärendena. Under år 1974 genomfördes 31 lottningar och under våren 1975 totalt 42. Under riksmötet 1975/76 avgjorde lotten 79 av totalt 1 150 voteringar, det vill säga 6,9 procent. Av dessa 79 lottdragningar vann det socialistiska blocket 39 gånger och det borgerliga blocket 40 gånger.
I de 16 riksdagsutskotten fördelades platserna så att de två blocken gavs majoritet i hälften var.
Efter denna mandatperiod infördes 349 platser i riksdagen för att förhindra att detta skulle kunna uppstå igen. Varför inte en sådan ändring gjorts tidigare var troligen för att man i svensk politik inte varit i närheten av ett sådant läge innan valet 1973. Det hävdades även att Socialdemokraterna efter nära 40 år i regeringsställning inte trodde att det var möjligt att de skulle få lämna ifrån sig regeringsmakten, då de under lång tid haft mellan 45 och 50 procent av rösterna. Ur socialdemokratisk synvinkel var då en ändring av antalet platser i riksdagen onödigt. Om ändå ett eventuellt dödläge mot förmodan skulle inträffa skulle det vara till sittande regerings (det vill säga socialdemokratisk) fördel, vilket också blev fallet. [källa behövs]